# Ulysses (single)
"Ulysses" is een single van de Schotse rockband Franz Ferdinand. Het is de eerste single van hun derde album Tonight: Franz Ferdinand en werd fysiek uitgebracht op 19 januari 2009.

## Opnamen
Het nummer werd (evenals de rest van Tonight: Franz Ferdinand) geproduceerd in Londen en Glasgow door Dan Carey, bekend van zijn werk met Hot Chip en Cansei de Ser Sexy. In vergelijking met het vorige materiaal steunt "Ulysses" meer op de synthesizer. NME noemde het nummer een 'evil-electro song', terwijl Pitchfork Media het nummer omschreef als "groots, rauw en funky".

## Uitgave en gebruik
"Ulysses" werd in 2007 gebruikt in een expositie van de Albanese kunstenaar Anri Sala, in samenwerking met Jeremy Millar. Zijn kunstwerk (dat ook de naam "Ulysses" kreeg) was een drumkit waarmee het nummer door de bespeler gemanipuleerd kon worden. Achter de drumkit werden woorden vertoond uit het boek Ulysses van James Joyce. In 2008 begon Franz Ferdinand "Ulysses" ook te spelen tijdens optredens. Het nummer was onder andere te horen op Lowlands 2008.
In november 2008, voordat het nummer nog ergens te beluisteren was, begon Franz Ferdinand samen met de website beatportal.com een remix-competitie voor "Ulysses". Om de creativiteit te bevorderen, besloot de band het nummer niet in zijn geheel uit te brengen maar in losse delen (zoals de alleen drums, bass of synthesizer). Alexander Kapranos hoopte hiermee dat deze mensen niet beïnvloed zouden raken door de originele versie en "verrast wil worden door de genieën waarvan niemand nog gehoord heeft". De remixes van de winnaars worden eind december bekendgemaakt en toegevoegd op de nieuwe digitale uitgave van "Ulysses" die op dezelfde dag dat de fysieke uitgave uitkomt.
Op 17 november ging "Ulysses" in première bij Zane Lowe op BBC Radio 1. De volgende dag was het nummer te horen op de MySpace van Franz Ferdinand. In december kwam "Ulysses" de Billboard Hot 100 binnen met een 36e plaats.

## Tracks
iTunes Download
1. "Ulysses" - 3:11

7"
1. "Ulysses"
2. "Anyone In Love"

7"
1. "Ulysses"
2. "You Never Go Out Anymore"

CD
1. "Ulysses"
2. "New Kind Of Thrill"
3. "Ulysses (Beyond The Wizard's Sleeve Re-Animation)"

## Hitnoteringen
| Land                   | Plaats |
| ---------------------- | ------ |
| Billboard Hot 100 (VS) | 36     |